# Fusor
Fusor är en föreslagen benämning på ett astronomiskt objekt med förutsättningar att genomföra termonukleär kärnfusion. Termen är avsedd att omfatta även andra objekt än "stjärna".

## Motivering
För att klargöra nomenklaturen för himmelkroppar föreslog Gibor Basri[a] för IAU att alla "objekt som uppnår kärnfusion under sin livstid" kallas en fusor.
Denna definition omfattar varje form av kärnfusion, varför den lägsta möjliga massan för en fusor sattes till ungefär 13 gånger Jupiters massa, som en gräns där fusion av deuterium blir möjlig. Denna är väsentligt lägre än den punkt vid vilken uthållig fusion av väte blir möjlig, som är ca 60 gånger Jupiters massa. Ett objekt betraktas som "stjärna" när det är ungefär 75 gånger massan av Jupiter, när gravitationskontraktion, det vill säga sammandragning av objektet på grund av gravitationen, stoppas av energin som genereras av kärnreaktionen i dess inre. Fusorer skulle omfatta aktiva stjärnor, döda stjärnor och många bruna dvärgar.
Införandet av begreppet "fusor" skulle möjliggöra en enkel definition:
- Fusor - Ett objekt som kan uppehålla kärnfusion
- Planemo - En sfärisk icke-fusor
- Planet - En planemo som kretsar kring en fusor

I detta sammanhang förstås ordet ”sfärisk” som något "vars yta är mycket nära gravitationsjämvikten", och ”kretsar kring” är avsett att betyda "vars primära omloppsbana är nu, eller var tidigare", och som har möjlighet att av sig själv starta termonukleär fusion någon gång under objektets existens.

## Fotnoter
a. Dr. Gibor Basri är professor i astronomi vid University of California, Berkeley.